# Riodina negrita
Riodina negrita är en fjärilsart som beskrevs av Adalbert Seitz 1917. Riodina negrita ingår i släktet Riodina och familjen Riodinidae. Inga underarter finns listade.